# Camion-kun

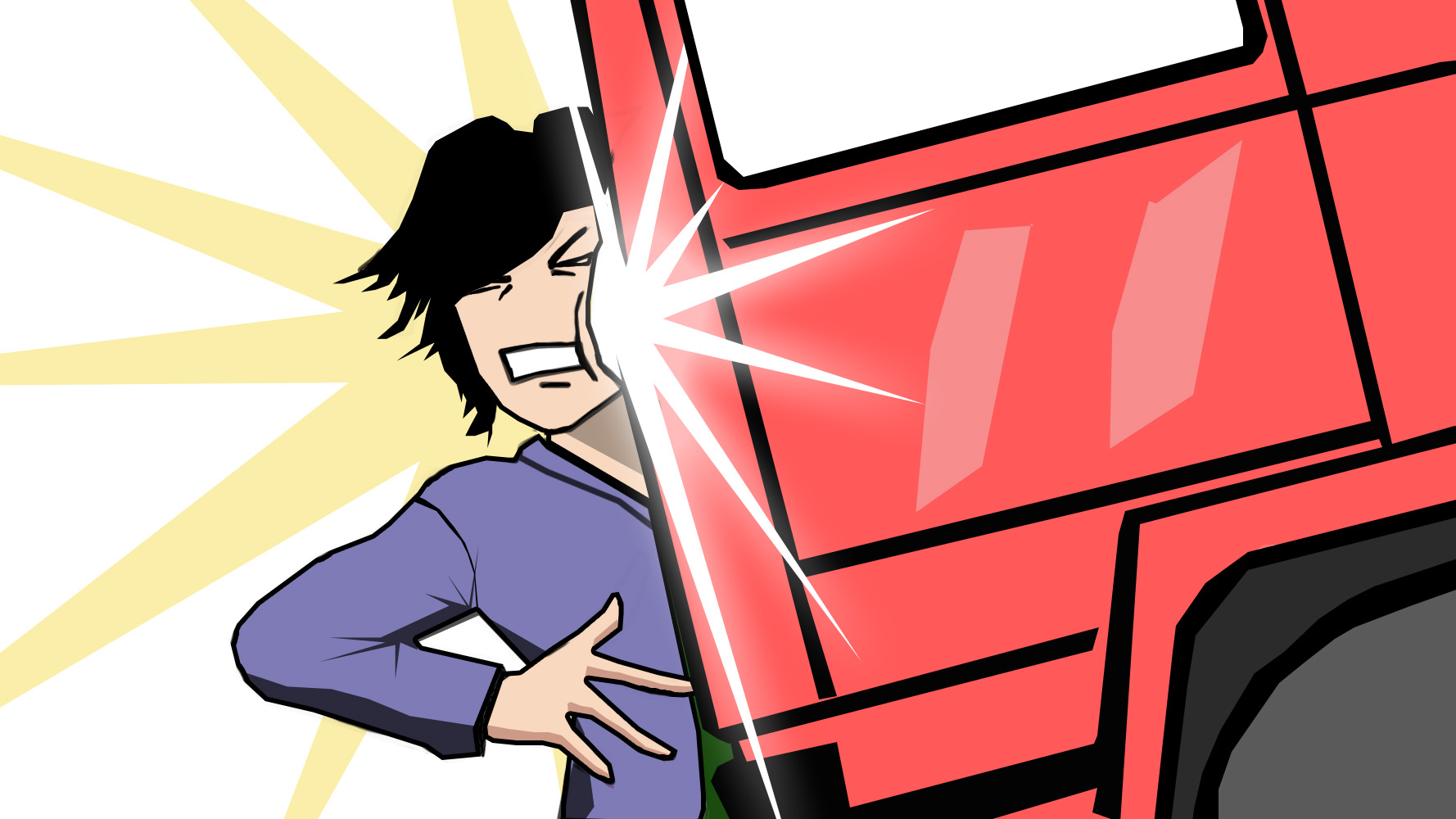
Nel genere isekai, l'idea di essere reincarnati in un nuovo mondo venendo uccisi da un camion è diventata così comune da trasformarsi in un meme.

Camion-kun (o Truck-kun) è un meme di Internet che si riferisce a un topos narrativo comunemente utilizzato nel genere isekai in anime, manga e light novel, in cui i personaggi vengono trasportati in altri mondi. In genere, i protagonisti degli anime o dei manga isekai vengono inviati in questi mondi tramite la reincarnazione dopo la morte e, di recente, molte opere isekai hanno mostrato personaggi trasportati dopo essere stati investiti e uccisi da un camion . Dopo che diverse opere isekai presentarono questo come un mezzo per uccidere i loro personaggi, si diffuse un meme che sosteneva l'esistenza di un personaggio chiamato "Truck-kun" che si suppone sia responsabile dell'uccisione delle persone, col ruolo di spedirle attraverso la reincarnazione in un altro mondo.

## Origini del meme
Tra i primi esempi di discussione su questo topos c'è un thread su Reddit intitolato "Trucks in Manga – RE: Marina " dell'utente poloport del 14 aprile 2015. Nel post, una pagina del manga RE: Marina mostra il personaggio centrale Rinosuke che viene investito da un camion. Il personaggio non viene ucciso, ma l'incidente riunisce i personaggi principali della storia. Questo post ha prodotto altri post in cui le persone hanno sottolineato esempi di camion che investono i protagonisti di manga, con i manga isekai come apparenze principali.
Nel 2017, un fan ha compilato un elenco delle cause di morte tra i protagonisti degli isekai, che venne successivamente aggiornato nel 2018. I decessi causati da "incidenti stradali con camion" sono arrivati al terzo posto nello studio con 37 casi, seguiti dagli incidenti stradali generali con 38 casi e dalle cause sconosciute con 102 casi.

## Sviluppi successivi
Da allora i critici hanno registrato la comparsa di "Truck-kun" in numerose serie. Tra questi c'è Didn't I Say to Make My Abilities Average in the Next Life?!, Mushoku Tensei, The Eminence in Shadow, Zombie Land Saga e Kenja no mago.
Esistono anche versioni alternative e parodie dell'espediente narrativo, come in KonoSuba, dove il personaggio principale Kazuma Satō muore per lo shock dopo aver salvato qualcuno dall'essere investito da quello che lui pensa essere un camion, ma in seguito si scopre che è un trattore lento che non rappresentava alcun pericolo per la persona che stava tentando di salvare.

## Risposta al meme
Sin dalla creazione del meme, le persone hanno esaminato retrospettivamente le serie precedenti per individuare altri utilizzi degli incidenti stradali negli anime e nei manga. Esempi includono il manga di fantascienza Astro Boy di Osamu Tezuka, in cui Tobio Tenma viene ucciso in un incidente d'auto all'inizio della storia, portando suo padre a creare il robot Astro Boy a sua immagine; così come la serie anime Magical Princess Minky Momo, in cui Momo perde i suoi poteri e viene uccisa da un camion verso la fine della serie prima di reincarnarsi in un bambino.